# Ghiandola parotide
La ghiandola parotide (lat. glandula parotis) è una ghiandola a secreto puramente sieroso, è la più voluminosa delle ghiandole salivari (nonostante ciò, la ghiandola che produce il volume maggiore di saliva è la ghiandola sottomandibolare) , pesa circa 25 - 30 grammi, presenta forma irregolare e lobulata, è di colore giallo grigiastro . Si trova nella loggia parotidea, posizionata nella regione retromandibolare e precisamente tra il margine posteriore del ramo della mandibola anteriormente, il margine anteriore del muscolo sternocleidomastoideo posteriormente e l'articolazione temporomandibolare cranialmente. Presenta rapporti mediati e immediati con grossi vasi del collo e con diversi nervi cranici.

## Conformazione della parotide
Si distinguono nella parotide un corpo e due prolungamenti: anteriore e mediale o faringeo. Il corpo mostra una forma irregolarmente prismatico - triangolare con diverse facce ed estremità:
- la faccia laterale è leggermente convessa, qui la ghiandola parotide contrae rapporto con il muscolo platisma, e con la cute. La faccia laterale si estende in alto fino all'arcata zigomatica, indietro fino al muscolo sternocleidomastoideo, in avanti si spinge oltre il margine del muscolo massetere e si continua col prolungamento anteriore
- la faccia antero - mediale  è foggiata a doccia, entra in rapporto in alto con la superficie laterale dell'ATM, in avanti col muscolo pterigoideo interno, il margine posteriore del ramo della mandibola e col margine del muscolo massetere. In corrispondenza di tale faccia emergono i rami del nervo facciale e dell'arteria mascellare interna, mentre entrano l'arteria carotide esterna in basso e il nervo auricolo - temporale in alto
- la faccia posteriore è modellata sui muscoli sternocleidomastoideo, ventre posteriore del digastrico e peristiloidei; questi ultimi la separano dallo spazio retrostiloideo dove corrono l'arteria carotide interna, la vena giugulare e diversi nervi cranici (IX, X, XI, XII paio)
- l'estremità superiore si spinge tra la superficie posteriore dell'ATM e la parete posteriore del meato acustico esterno
- l'estremità inferiore si porta al di sotto dell'angolo della mandibola e appoggiandosi sul setto interghiandolare.

Il prolungamento faringeo si approfondisce tra i muscoli peristiloidei e il legamento stilomandibolare raggiungendo la parete laterale della faringe, mentre l'anteriore si spinge sulla faccia laterale del massetere e dal suo apice sbocca il dotto escretore della parotide, il dotto di Stenone, il quale sbocca al livello del secondo molare dell'arcata superiore.

## Struttura della parotide
Sotto il punto di vista strutturale la parotide è una ghiandola lobulare acinosa composta . Cioè è una ghiandola suddivisa in lobuli ; all'interno di ogni lobulo troviamo gli acini che elaborano il secreto e lo riversano nel sistema di dotti escretori (dove verrà modificato), fino ad arrivare al dotto di Stenone che riverserà il secreto nella cavità orale.  I lobuli sono delimitati da setti che si dipartono dalla superficie profonda della capsula che riveste la ghiandola, tali setti sono anastomizzati tra di loro e costituiscono lo stroma di sostegno dell'organo e il sistema di supporto di vasi, nervi e condotti escretori. 
Gli acini sono composti da cellule disposte a formare un unico strato che nel complesso appare come una sferetta cava (ogni acino sarebbe una sferetta cava) rivestite da una membrana basale propria e circondate da una ricca rete di capillari. Il sistema escretore è costituito da un insieme di condotti distinti in intralobulari ed extralobulari; gli intralobulari sono divisi a loro volta in dotti intercalari e dotti striati o salivari, gli extralobulari sono invece raggruppati in condotti interlobulari, interlobari e dotto di Stenone. L'intero sistema escretore con gli acini annessi assume una configurazione tridimensionale assai simile ad un grappolo d'uva.

## Vasi e nervi della parotide
La vascolarizzazione è assicurata dalla carotide esterna, dall'arteria trasversa della faccia, dall'arteria auricolare posteriore e dai rami auricolari anteriori dell'arteria temporale superficiale. Tali vasi all'interno dell'organo si suddividono in numerosi rami che decorrono lungo i dotti escretori interlobari e interlobulari. Il deflusso venoso viene svolto dalla vena retromandibolare.
L'innervazione sensitiva è assicurata dal nervo trigemino tramite il suo ramo auricolo temporale, l'innervazione eccitosecretrice arriva da fibre parasimpatiche originate dal nucleo salivatorio inferiore (glossofaringeo) che vi giungono attraverso l'auricolo temporale.